# Polymetriek
Polymetriek is het gelijktijdig voorkomen van verschillende maatsoorten in (onder andere  meerstemmige) muziek. Polymetriek komt veelvuldig voor in de muziek van de late middeleeuwen en de vroege renaissance, bijvoorbeeld in het in die tijd populaire genre proportiecanon.
We spreken van polymetriek wanneer gelijktijdig twee of meerdere maatsoorten tot klinken komen en zwaartepunten niet (of niet voortdurend) samenvallen. De twee verschillende maatsoorten worden als het ware 'gecombineerd'.
Een bekend voorbeeld van speelse toepassing van polymetriek is de muziek die de twee fanfarekorpsen in de film "Fanfare" van Bert Haanstra spelen, waar elk van de korpsen in hun eigen metrum spelen, doch waar het totaal van de twee korpsen samen uiteindelijk prima samen klinkt.